# Julie Newmar
Julie Newmar (ur. 16 sierpnia 1933) – amerykańska aktorka, piosenkarka i tancerka. Najbardziej znana z roli Catwoman z serialu Batman (1966-1968).

## Życiorys
Urodziła się w 1933 roku w Los Angeles jako Julia Chalene Newmeyer. Miała dwoje rodzeństwa. Jej ojciec pracował w Los Angeles City College oraz grał zawodowo w futbol amerykański w drużynie Chicago Bears. Matka, o szwedzko-francuskich korzeniach była projektantką mody.
Julie od najmłodszych lat uczęszczała na lekcje gry na pianinie, lekcje tańca i baletu. W wieku 15 lat ukończyła szkołę średnią i przez rok podróżowała po Europie wraz z mamą i bratem. Po powrocie do USA została prima baleriną w Los Angeles Opera. Uczęszczała też na Uniwersytet w Kalifornii, gdzie studiowała filozofię i język francuski. W 1955 roku w Nowym Jorku zadebiutowała na deskach teatru. 
W 1953 roku pojawiła się w pierwszym filmie Slaves of Babylon (1953). Główną rolę zagrała po raz pierwszy w 1954 roku filmie Siedem narzeczonych dla siedmiu braci (Seven Brides for Seven Brothers). W 1955 roku w Broadwayu zadebiutowała na deskach teatru. Występowała w wielu innych filmach. Pracowała również jako choreograf i tancerka dla Universal Studios. W 1969 roku pojawiła się w Playboyu.
Najbardziej znana była jednak z produkcji telewizyjnych, a zwłaszcza w serialach z lat sześćdziesiątych i siedemdziesiątych, takich jak Batman (1966-1968), w którym wcieliła się w postać Kobiety-Kota oraz My Living Doll (1964-1965). Pojawiła się też gościnnie m.in. w Strefie mroku, Ożeniłem się z czarownicą, The Beverly Hillbillies oraz wielu innych. 
W 1977 roku wprowadziła na rynek amerykański własną markę rajstop.

## Życie prywatne
W 1977 roku wzięła ślub z prawnikiem, J. Holtem Smithem, z którym rozwiodła się w 1984 r. Para w 1981 roku doczekała się syna.
Newmar cierpi na chorobę Charcota-Mariego-Tootha.